# Jan Szelubski
Jan Jaakow (Jakub) Szelubski, ps. Leszek, Janek (ur. 12 marca?/25 marca 1916 w Lidzie, zm. 4 czerwca 1985 w Izraelu) – uczestnik wojny 1939, jeniec a następnie uczestnik ruchu oporu w szeregach Milicji Ludowej RPPS. Uczestnik powstania warszawskiego. Odznaczony w trakcie walk powstańczych Orderem Virtuti Militari przez gen. Bora-Komorowskiego. Po wojnie od 1946 do 1968 dyplomata.

## Życiorys

### Młodość
Urodził się w żydowskiej rodzinie Tewela (Tefel lub Tuwii) i Miriam (lub Mirel). Ukończył szkołę Tarbut, a następnie Gimnazjum Państwowe Koedukacyjne im. Jana Karola Chodkiewicza. Był członkiem organizacji skautowej „Ha-Szomer Ha-Cair”, przygotowującej do tworzenia kibuców w Palestynie. Jedna z sióstr Szelubskiego, Jochewed, wyemigrowała w 1935. On również w 1935 udał się do Palestyny w ramach programu dla absolwentów szkół średnich „Hachshara”, przygotowując się do emigracji. Musiał jednak powrócić, aby pomóc rodzinie w trudnej sytuacji materialnej, podejmując zatrudnienie jako robotnik w fabryce gumy „Ardal” SA. w Lidzie.

### II wojna światowa

#### Lubelszczyzna
W 1938 został powołany do służby wojskowej w 1 pułku artylerii lekkiej Legionów w Wilnie. Brał udział w wojnie obronnej 1939, w stopniu kaprala, lub według innej wersji w stopniu podporucznika rezerwy. Dostał się do niewoli 24 września 1939 i został osadzony w obozie jenieckim w Oświęcimiu. Dwa tygodnie później został umieszczony w Stalagu IVA Elsterhorst, gdzie żołnierze pochodzenia żydowskiego zostali oddzieleni i zmuszeni do pracy w kopalni. W styczniu 1941 wraz z pozostałymi żołnierzami pochodzenia żydowskiego został wysłany do obozu w Lublinie przy ul. Lipowej 7, należącego do SS Deutsche Ausruestungswerke (Niemieckie Zakłady Zaopatrzenia), na przełomie 1943/44 przekształconego w filię KL Majdanek. Tam, wraz z Romanem Fiszerem, Samuelem Jegerem, Samuelem Mieczysławem Gruberem, Przysuckim, Goldbergiem i Reifem stanął na czele konspiracji obozowej.
Szelubski w sierpniu lub październiku 1942 znalazł się w jednej z grup uciekinierów z obozu dowodzonej przez Wolfa Glanchera. Grupa znalazła się w okolicach Janowa Lubelskiego, około 80 km na południe od Lublina. W grupie tej uciekło wtedy 40 osób, które utworzyły oddział partyzancki, ale nie podejmowali żadnych akcji bojowych, mimo że mieli nawiązany kontakt z miejscową Armią Krajową i byli zaopatrzeni w broń od Socjalistycznej Organizacji Bojowej. Przez długi czas uważano, że w październiku 1942 w niewyjaśnionych okolicznościach grupa ta została wymordowana przez oddział Gwardii Ludowej, kierowany przez Grzegorza Korczyńskiego, lub przez podszywającą się pod podziemie niepodległościowe bandę rabunkową. W 2011 roku Dariusz Libionka w oparciu o pomijane wcześniej źródła ustalił, że za zbrodnię odpowiedzialność ponosił oddział Narodowej Organizacji Wojskowej. Z oddziału uratowała się jedna osoba oraz Szelubski, który przebywał w tym czasie w Lublinie. Zgłosił się wówczas dobrowolnie ponownie do obozu, z którego ponownie zbiegł. Trafił do Warszawy, gdzie podjął działalność drukarni w Robotniczej Partii Polskich Socjalistów, a następnie jako „Janek” w stopniu porucznika w Milicji Ludowej RPPS.
W 1943 współtworzył kilkudziesięcioosobowy oddział partyzancki Milicji RPPS w rejonie Garwolin – Puławy – Ryki, dowodzony początkowo przez Bronisława Baranowskiego „Czarny”, a następnie przez por. Jana Szelubskiego, który 23 sierpnia 1943 r. wspólnie z oddziałem Gwardii Ludowej dowodzonym przez Henryka Lejbka ps. Heniek stoczył w lasach staszyńskich (powiat Puławy) całodzienną walkę z silną obławą niemiecką, liczącą ok. 400 ludzi. Odparto ataki wroga, zabijając 8 i raniąc ok. 20 żołnierzy nieprzyjacielskich. Poległ 1 gwardzista. W oddziale tym przebywało wielu żołnierzy z września 1939 żydowskiego pochodzenia, uwolnionych przez oddział. Według Krzysztofa Dunin-Wąsowicza, powołującego się na relację Jana Mulaka, większość oddziału została wymordowana w październiku 1943 przez Narodowe Siły Zbrojne. Według Piotra Gontarczyka żydowskich partyzantów wymordowali ich współtowarzysze. Wersję tę potwierdza relacja Jana Szelubskiego z 1950. W swojej relacji Szelubski pisze jednak: „Później wyszło na jaw, że byli oni w zmowie z bandą NSZ Zagończyka”. Sprawcy zbrodni na partyzantach żydowskich, których Szelubski podaje z pseudonimów, mieli po zbrodni napaść jeszcze na oddział Gwardii Ludowej i zabić kilku partyzantów żydowskich.

#### Okres warszawski
Od kwietnia 1944 wraz z połączeniem części Milicji Ludowej z Armią Ludową został szefem sztabu Okręgu Warszawskiego AL, choć funkcja ta miała charakter formalny. W trakcie powstania warszawskiego początkowo z nieuzbrojoną grupą AL przebywał na terenie Elektrowni na Powiślu, a następnie jako por. „Leszek” zorganizował drużynę AL, która weszła w skład 2 plutonu „Bończa”, 1 kompanii „Bradla” w batalionie „Miłosz”, walcząc w okolicach placu Trzech Krzyży i ul. Wiejskiej. 22 września 1944 został osobiście odznaczony Krzyżem Srebrnym Orderu Virtuti Militari przez gen. Tadeusza Komorowskiego „Bór”, Komendanta Głównego AK. Zostało to potwierdzone rozkazem nr 453 z 24 września z uzasadnieniem: „za wyjątkową odwagę i poświęcenie się podczas walk o Warszawę”.
Po kapitulacji opuścił Warszawę z ludnością cywilną i poprzez Kraków, udał się do oddziału AL Izaaka Gutmana „Zygmunt” na Podhalu, gdzie pracował w Dowództwie AL do czasu wyzwolenia.

### Po wojnie
Od 17 lutego 1945 do 18 marca 1946 w stopniu majora pełnił funkcję zastępcy komendanta ds. administracyjno-gospodarczych Komendy Wojewódzkiej Milicji Obywatelskiej w Lublinie. Tam dowiedział się, że jego ojciec został zastrzelony przez hitlerowców w Lidzie, zaś jego matka i druga siostra, Sonia, zmarły w getcie wileńskim.
Od 1946 przeszedł do służby dyplomatycznej, m.in. w 1964 był radcą handlowym Ambasady w Wiedniu. W wyniku wydarzeń marcowych zwolniony z pracy w 1968. W 1971 wyemigrował do Izraela, gdzie zmarł.

## Ordery i odznaczenia
- Order Krzyża Grunwaldu III klasy[18]
- Krzyż Srebrny Orderu Virtuti Militari (1944)
- Złoty Krzyż Zasługi (dwukrotnie: 22 lipca 1951[19], 20 lipca 1954[20])
- Srebrny Krzyż Zasługi (11 maja 1946)[21]
- Medal za Warszawę 1939–1945 (17 stycznia 1946)[22]
- Medal 10-lecia Polski Ludowej (10 stycznia 1955)[23]
- Złota odznaka honorowa „Za Zasługi dla Warszawy” (23 maja 1967)[24]